# Klonowa (Łódź)
Klonowa is een dorp in het Poolse woiwodschap Łódź, in het district Sieradzki. De plaats maakt deel uit van de gemeente Klonowa en telt 950 inwoners.